# فیس‌پالم

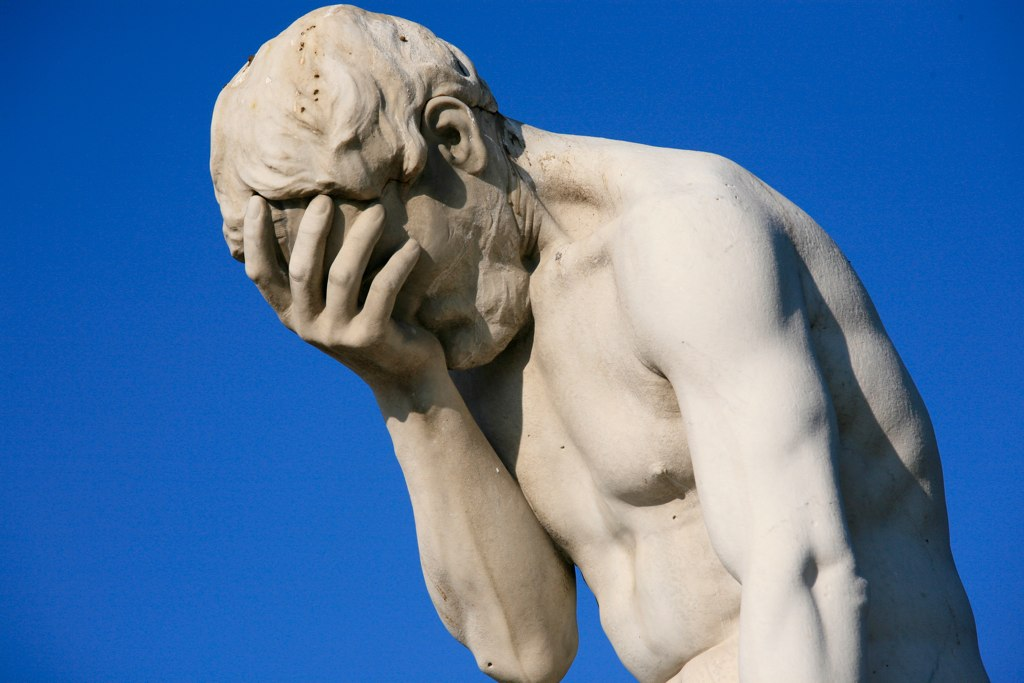

فیس‌پالم (به انگلیسی: Facepalm) یک ژست فیزیکی به صورت گذاشتن کف دست بر روی صورت است که در بیشتر فرهنگ‌ها نمادی برای نمایش نارضایتی، خجالت، بدآمدن، شرمندگی، اظهار افسوس، تعجب و ناباوری است. فیس‌پالم یک میم اینترنتی محبوب است که اساس آن تصویری از کاپیتان پکارد در سریال تلویزیونی پیشتازان فضا، نسل بعد می‌باشد.

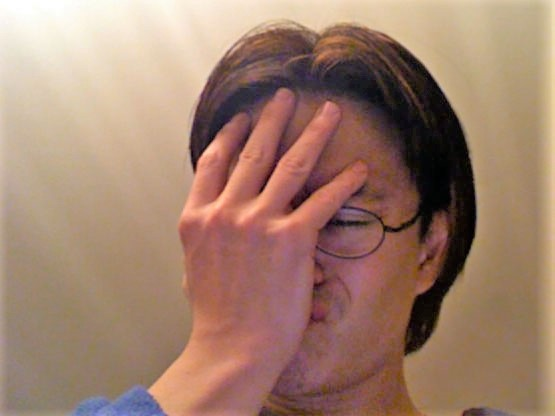
ژست فیس‌پالم

در مکالمات متنی، عبارت فیس‌پالم معمولاً بین دو ستاره قرار می‌گیرد (یعنی به صورت *فیس‌پالم*) یا پیش از آن یک «/» می‌گذارند تا نمایش داده شود که این یک عمل فیزیکی است. فیس‌پالم تنها جواب منطقی به وضعیت‌هایی است که در آن‌ها هیچ جوابی برای دادن وجود ندارد. برای مثال:
ویندوز ویستا واقعاً یک تحول تکنولوژیک بود. *فیس‌پالم*